# 686 هـ
686 هـ هي سنة في التقويم الهجري امتدت مقابلةً في التقويم الميلادي بين سنتي 1287 و1288.

## مواليد
- ابن نباتة المصري
- ابن شاكر

## وفيات
- أبو العباس المرسي
- إبراهيم بن العز بن عبد السلام
- ابن الناظم
- الرضي الاستراباذي
- بدر الدين الجاجرمي
- عبد الله البلياني
- مجد همكر
- قطب الدين القسطلاني